# Магнитна левитация
Магнитна левитация, маглев, или магнитно окачване е метод, чрез който един обект е окачен или провесен над друг обект чрез използване на магнитно поле. Възникващата при явлението електромагнитна сила се използва за противодействие на гравитационната сила.

## Стабилност
Теоремата на Ърншоу доказва недвусмислено, че не е възможно да се постигне стабилна левитация чрез електрически заредени тела или магнити. Силите действащи на даден обект, които са следствие на гравитацията и електростатично или магнитостатично полета създават нестабилно положение на обекта в пространството. Въпреки това съществуват някои възможности за получаване на левитация; това е възможно: чрез изкуствена компютърно управлявана стабилизация, при магнитния жироскоп (левитрон), както и при някои диамагнетици.

## Методи за управлявана левитация
Има няколко метода за да се постигне левитация за практически цели. Най-често използваните такива, при магнитно левитираните влакове са сервостабилизираното електромагнитно окачване (ЕМО), електродинамичното окачване (ЕДО) и индуктрак.

## Диамагнитна левитация
Материал, който е диамагнитен, отблъсква магнитното поле. Теоремата на Ърншоу не е валидна за диамагнетици. Последните имат поведение противоположно на това на типичните магнити, поради факта, че тяхната относителна магнитна проницаемост е
μr< 1. Всяка субстанция с диамагнитни свойства бива отблъсквана от магнит. Възникналата сила е значително по-малка в сравнение силата на отблъскване между срещуположните полюси на нормални магнити. Диамагнитна левитация може да бъде демонстрирана от много тънка и лека пластина (люспа) от пиролитен графит или бисмут провесена над сравнително силен постоянен магнит (с магнитно поле около 1,5 Т). Тъй като и водата има такива свойства, е възможна и левитацията на капки вода или на обекти съдържащи вода. Магнитното поле при такива експерименти трябва да е значително по-силно (от порядъка на 16 Т).
За получаване на диамагнитна левитация трябва да е изпълнен следния критерий: {\displaystyle B{\frac {dB}{dz}}=\mu _{0}\,\rho \,{\frac {g}{\chi }}}, където:
- {\displaystyle \chi } е магнитната възприемчивост
- {\displaystyle \rho } е плътността на веществото
- {\displaystyle g} е земното ускорение (9.8 m/s2)
- {\displaystyle \mu _{0}} е магнитната проницаемост на вакуум
- {\displaystyle B} е магнитното поле (плътност на магнитния поток)
- {\displaystyle {\frac {dB}{dz}}} е степента на промяна на магнитното поле по вертикалната ос

Допускайки идеални условия по оста z на електромагнит (соленоидална намотка):
- Водата левитира при {\displaystyle B{\frac {dB}{dz}}\gg 1400\ \mathrm {T^{2}/m} }
- Графита левитира при {\displaystyle B{\frac {dB}{dz}}\gg 375\ \mathrm {T^{2}/m} }

## Свръхпроводникова левитация
Свръхпроводниците могат да бъдат считани за идеални диамагнетици (μr = 0), тъй като те напълно отблъскват магнитното поле, това се обяснява с така наречения ефект на Майснер. Това важи за свръхпроводниците от първи род. Левитацията на магнита е стабилизирана поради замръзването на магнитния поток в свръхпроводниците от втори род. Този принцип е използван при електродинамичното окачване (ЕДО) на левитиращи влакове.

## Стабилизирана чрез въртене магнитна левитация
Стабилизирана чрез въртене магнитна левитация се получава при въртене на постоянен дисков магнит оформен във формата на пумпал над постоянен пръстеновиден магнит. Явлението се обяснява от една страна чрез жироскопичния момент, който се създава при въртене на пумпала. Този момент стабилизира положението на въртящия се пумпал в радиално направление по подобен начин на жироскопа. Явлението е открито от Рой Хариган в края на 70-те години. По късно през 90.те се появява играчка, действаща на този принцип, наречена левитрон.
Тази магнитна левитация не може да бъде обяснена само с жироскопичната стабилизация. Тя е по-скоро макроскопичен аналог на магнитните ниши, в които се прихващат елементарни частици с квантов магнитен момент. Процесът има адиабатен характер. [1,2]